# Eyalato de Kefe
El eyalato de Kefe o Caffa (en turco otomano: ایالت كفه; Eyālet-i Kefê‎) fue un eyalato del Imperio otomano. El eyalato se extendía a lo largo de la costa norte del mar Negro y el sanjacado principal (Pasha) se encontraba en la costa sur de Crimea. El eyalato estaba bajo el dominio otomano directo, completamente separado del Kanato de Crimea. Su capital estaba en Kefe, el nombre turco de Caffa (moderna Feodosia en Crimea). 

## Historia
La ciudad de Caffa y sus alrededores se convirtieron por primera vez en un dominio otomano después de que los turcos invadieron a los genoveses en 1475, después de lo cual se creó un sanjacado centrado en Caffa. El eyalato de Kefe se formó en 1568 como beylerbeylik. Según los relatos de Evliya Çelebi del siglo XVII, sus sanjacados eran "gobernados por voivodas designados inmediatamente por el sultán otomano y no por los kanes". El eyalato fue anexado al brevemente independiente Kanato de Crimea como resultado del tratado de Küçük Kaynarca de 1774. El propio kanato sería anexado por Rusia en 1783.

## Divisiones administrativas
Las divisiones administrativas del beylerbeylik de Kefe entre 1700-1730 fueron las siguientes: 
1. Sanjacado de Pasha (Paşa Sancaığı, Feodosia)
2. Sanjacado de Akkerman (Akkerman Sancağı, Bilhorod-Dnistrovskyi)
3. Sanjacado de Bender (Bender Sancağı, Bender)
4. Sanjacado del castillo de Atshu (Kal'a-i Açu Sancağı, Temriuk?)
5. Sanjacado de Zane (Zane Sancağı)
6. Sanjacado de Kinburn (Kılburun Sancağı, Kinburn)

### Sanjacado de Kefe
Subdivisiones iniciales:
1. Kaza de Mengub (Mangup)
2. Kaza de Suğdak (Sudak)
3. Kaza de Kerç (Kerch)
4. Kaza de Azak (Azov)
5. Kaza de Tamán (Tamán)

- Ciudades con estatus especial: Balıklagu (Balaklava) e İnkerman (Inkerman).[8]